# Baixa Navarra
La Baixa Navarra (en francès Basse-Navarre i en basc Nafarroa Beherea o Baxenabarre) és un dels set territoris que formen el País Basc com a regió lingüística i cultural, però no pas política. Forma la part central d'Iparralde, i pertany al departament dels Pirineus Atlàntics de França. Limita al sud amb Navarra (l'Alta Navarra), a l'est amb Zuberoa, a l'oest amb Lapurdi i al nord amb el departament de les Landes. La seva capital és Donibane Garazi.

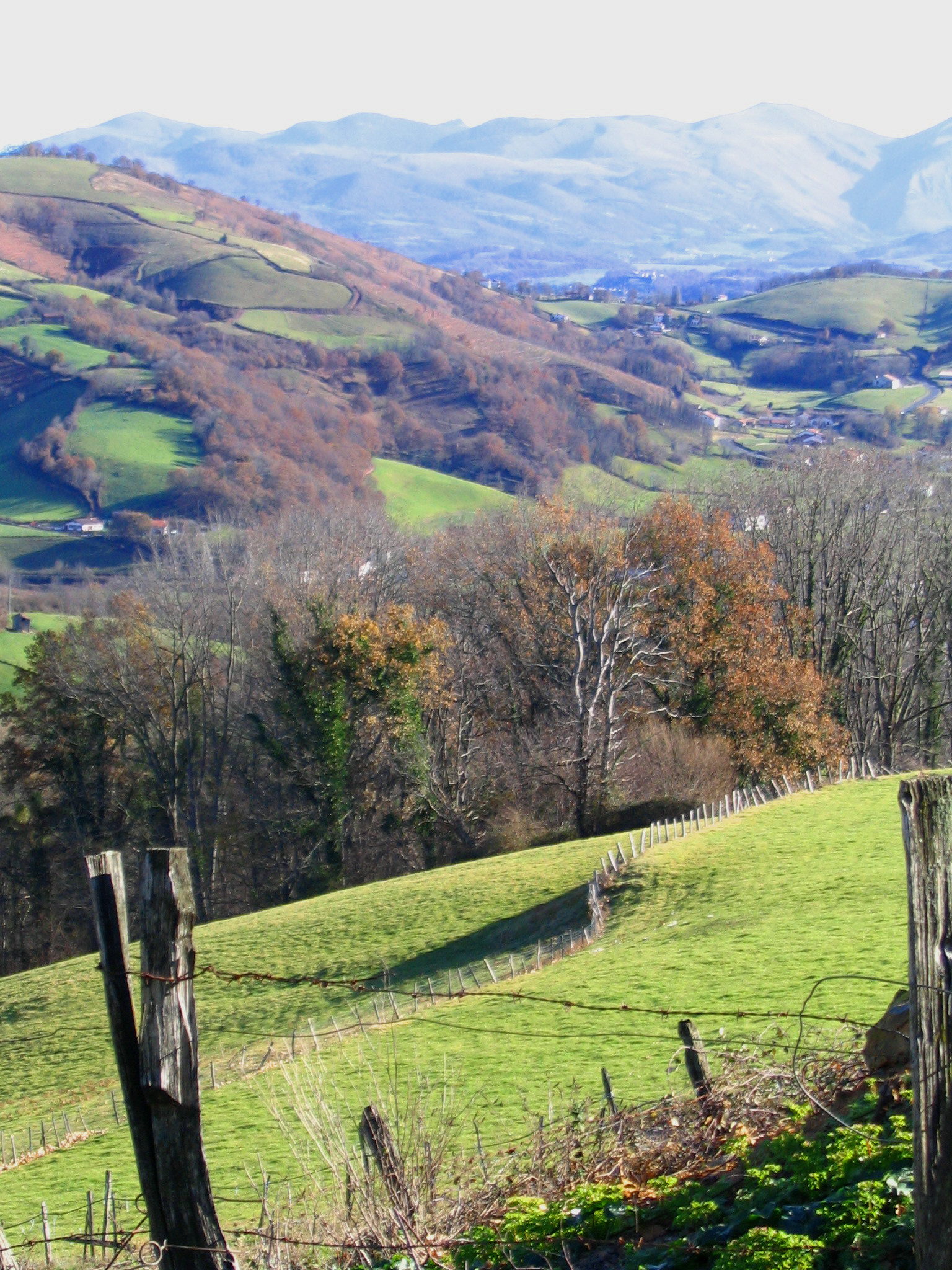
Paisatge del voltant de Baigorri

A l'edat mitjana va formar part del regne de Navarra, que el 1512 va ser envaït per Ferran el Catòlic i incorporat a la corona de Castella, tot destronant els reis Caterina de Foix i Joan III Albret. El 1530 Carles I va renunciar a la Baixa Navarra per motius estratègics, ja que la seva situació al nord del Pirineu la feia indefensable, i aquest moment el van aprofitar els reis per establir-s'hi, de manera que aquest territori va romandre com a l'única resta independent del regne de Navarra, fins al 1610, quan Enric IV va reunir la corona francesa i la navarresa, si bé la Baixa Navarra va mantenir les seves institucions pròpies fins a la Revolució Francesa, quan el rei va deixar de titular-se Rei de França i de Navarra per passar a ser Rei dels Francesos.
Degut a aquesta història, l'escut i la bandera de la Baixa Navarra són els del regne de Navarra i, per tant, els mateixos del territori i la comunitat foral de Navarra.

## Comunes
| Comuna                                                       | districte | Cantó                     | Notes |
| ------------------------------------------------------------ | --------- | ------------------------- | --- |
| Ahaxe-Alciette-Bascassan (Ahatsa)                            | Baiona    | Saint-Jean-Pied-de-Port   | |
| Aïcirits-Camou-Suhast (Aiziritze-Gamue-Zohazti)              | Baiona    | Saint-Palais              | |
| Aincille (Aintzila)                                          | Baiona    | Saint-Jean-Pied-de-Port   | |
| Ainhice-Mongelos (Ainhize-Monjolose)                         | Baiona    | Saint-Jean-Pied-de-Port   | |
| Aldudes (Aldude)                                             | Baiona    | Saint-Étienne-de-Baïgorry | |
| Amendeuix-Oneix (Amendüze-Unaso)                             | Baiona    | Saint-Palais              | |
| Amorots-Succos (Amorotze-Zokotze)                            | Baiona    | Saint-Palais              | |
| Anhaux (Anhauze)                                             | Baiona    | Saint-Étienne-de-Baïgorry | |
| Arancou (Erango)                                             | Baiona    | Bidache                   | dependent del senescal de Dax durant l'Antic Règim i no de Navarra. |
| Arbérats-Sillègue (Arberatze-Zilhekoa)                       | Baiona    | Saint-Palais              | |
| Arbouet-Sussaute (Arboti-Zohota)                             | Baiona    | Saint-Palais              | |
| Arhansus (Arhantsusi)                                        | Baiona    | Iholdy                    | |
| Armendarits (Armendaritze)                                   | Baiona    | Iholdy                    | |
| Arnéguy (Arnegi)                                             | Baiona    | Saint-Jean-Pied-de-Port   | |
| Arraute-Charritte (Arrueta-Sarrikota)                        | Baiona    | Saint-Palais              | |
| Ascarat (Azkarate)                                           | Baiona    | Saint-Étienne-de-Baïgorry | |
| Ayherre (Aiherra)                                            | Baiona    | La Bastide-Clairence      | |
| Banca (Banka)                                                | Baiona    | Saint-Étienne-de-Baïgorry | |

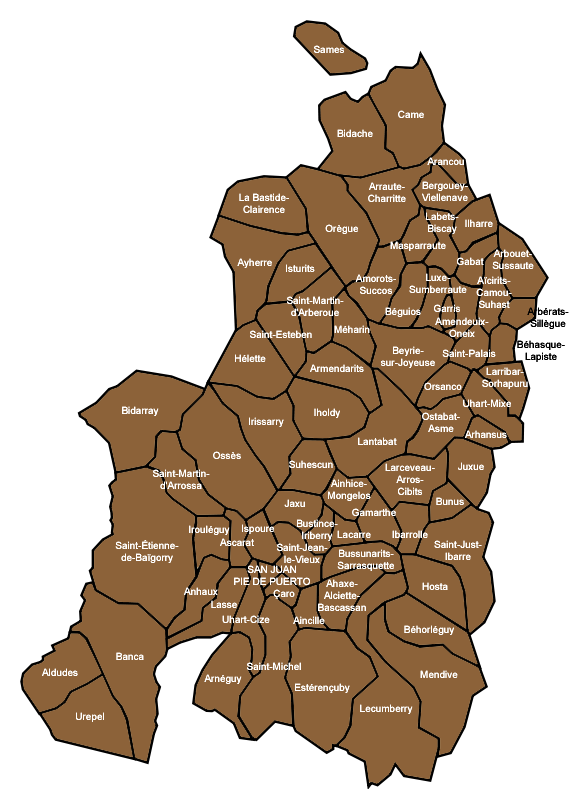
Comunes de la Baixa Navarra.

| La Bastide-Clairence (Bastida, La Bastida-Clarença en gascó) | Baiona    | La Bastide-Clairence      | Considerada part del País Gascó per sectors occitanistes. |
| Béguios (Behauze)                                            | Baiona    | Saint-Palais              | |
| Béhasque-Lapiste (Behaskane-Laphizketa)                      | Baiona    | Saint-Palais              | |
| Béhorléguy (Behorlegi)                                       | Baiona    | Saint-Jean-Pied-de-Port   | |
| Bergouey-Viellenave (Burgue-Erreiti)                         | Baiona    | Bidache                   | |
| Beyrie-sur-Joyeuse (Bithiriña)                               | Baiona    | Saint-Palais              | |
| Bidache (Bidaxune, Bidaishe en gascó)                        | Baiona    | Bidache                   | El territori d'aquesta comuna constituïa durant l'Antic Règim un "principat sobirà", no pertanyent a Navarra. Considerada part del País Gascó per sectors occitanistes                                              |
| Bidarray (Bidarrai)                                          | Baiona    | Saint-Étienne-de-Baïgorry | |
| Bunus (Bunuze)                                               | Baiona    | Iholdy                    | |
| Bussunarits-Sarrasquette (Duzunaritze-Sarasketa)             | Baiona    | Saint-Jean-Pied-de-Port   | |
| Bustince-Iriberry (Buztintze-Hiriberri)                      | Baiona    | Saint-Jean-Pied-de-Port   | |
| Came (Akamarre, Cama en gascó)                               | Baiona    | Bidache                   | Dependent del senescal de Dax durant l'Antic Règim i no de Navarra. |
| Çaro (Zaro)                                                  | Baiona    | Saint-Jean-Pied-de-Port   | |
| Escos (Eskos)                                                | Pau       | Salies-de-Béarn           | Localitat del cantó de Salies-de-Béarn. Habitualment es considera com a no pertanyent a la Baixa Navarra, però pertanyé a Navarra durant l'Antic Règim. Tampoc ha ingressat en els Consells del País Basc del Nord. |
| Estérençuby (Ezterenzubi)                                    | Baiona    | Saint-Jean-Pied-de-Port   | |
| Gabat (Gabadi)                                               | Baiona    | Saint-Palais              | |
| Gamarthe (Gamarte)                                           | Baiona    | Saint-Jean-Pied-de-Port   | |
| Garris (Garrüze)                                             | Baiona    | Saint-Palais              | |
| Hélette (Heleta)                                             | Baiona    | Iholdy                    | |
| Hosta (Hozta)                                                | Baiona    | Iholdy                    | |
| Ibarrolle (Ibarrola)                                         | Baiona    | Iholdy                    | |
| Iholdy (Iholdi)                                              | Baiona    | Iholdy                    | |
| Ilharre (Ilharre)                                            | Baiona    | Saint-Palais              | |
| Irissarry (Irisarri)                                         | Baiona    | Iholdy                    | |
| Irouléguy (Irulegi)                                          | Baiona    | Saint-Étienne-de-Baïgorry | |
| Ispoure (Izpura)                                             | Baiona    | Saint-Jean-Pied-de-Port   | |
| Isturits (Izturitze)                                         | Baiona    | La Bastide-Clairence      | |
| Jaxu (Jatsu Garazi)                                          | Baiona    | Saint-Jean-Pied-de-Port   | |
| Juxue (Jutsi)                                                | Baiona    | Iholdy                    | |
| Labets-Biscay (Labetze-Bizkai)                               | Baiona    | Saint-Palais              | |
| Lacarre (Lakarra)                                            | Baiona    | Saint-Jean-Pied-de-Port   | |
| Lantabat (Landibarre)                                        | Baiona    | Iholdy                    | |
| Larceveau-Arros-Cibits (Larzabale-Arroze-Zibitze)            | Baiona    | Iholdy                    | |
| Larribar-Sorhapuru (Larribarre-Sorhapürü)                    | Baiona    | Saint-Palais              | |
| Lasse (Lasa)                                                 | Baiona    | Saint-Étienne-de-Baïgorry | |
| Lecumberry (Lekunberri)                                      | Baiona    | Saint-Jean-Pied-de-Port   | |
| Luxe-Sumberraute (Lüküze-Altzümarta)                         | Baiona    | Saint-Palais              | |
| Masparraute (Martxueta)                                      | Baiona    | Saint-Palais              | |
| Méharin (Mehaine)                                            | Baiona    | Hasparren                 | |
| Mendive (Mendibe)                                            | Baiona    | Saint-Jean-Pied-de-Port   | |
| Orègue (Oragarre)                                            | Baiona    | Saint-Palais              | |
| Orsanco (Ostankoa)                                           | Baiona    | Saint-Palais              | |
| Ossès (Ortzaize)                                             | Baiona    | Saint-Étienne-de-Baïgorry | |
| Ostabat-Asme (Izura-Azme)                                    | Baiona    | Iholdy                    | |
| Saint-Esteben (Donostiri)                                    | Baiona    | Hasparren                 | |
| Saint-Étienne-de-Baïgorry (Baigorri)                         | Baiona    | Saint-Étienne-de-Baïgorry | |
| Saint-Jean-le-Vieux (Donazaharre)                            | Baiona    | Saint-Jean-Pied-de-Port   | |
| Saint-Jean-Pied-de-Port (Donibane Garazi)                    | Baiona    | Saint-Jean-Pied-de-Port   | |
| Saint-Just-Ibarre (Donaixti-Ibarre)                          | Baiona    | Iholdy                    | |
| Saint-Martin-d'Arberoue (Donamartiri)                        | Baiona    | Hasparren                 | |
| Saint-Martin-d'Arrossa (Arrosa)                              | Baiona    | Saint-Étienne-de-Baïgorry | |
| Saint Michel (Eiheralarre)                                   | Baiona    | Saint-Jean-Pied-de-Port   | |
| Saint-Palais (Donapaleu)                                     | Baiona    | Saint-Palais              | |
| Sames (Samatze, Sames en gascó)                              | Baiona    | Bidache                   | Dependent del senescal de Dax durant l'Antic Règim i no de Navarra. |
| Suhescun (Suhuskune)                                         | Baiona    | Iholdy                    | |
| Uhart-Cize (Uharte Garazi)                                   | Baiona    | Saint-Jean-Pied-de-Port   | |
| Uhart-Mixe (Uhartehiri)                                      | Baiona    | Saint-Palais              | |
| Urepel (Urepele)                                             | Baiona    | Saint-Étienne-de-Baïgorry | |